# Arthropodium dyeri
Arthropodium dyeri är en sparrisväxtart som först beskrevs av Karel Domin, och fick sitt nu gällande namn av Norman Henry Brittan. Arthropodium dyeri ingår i släktet Arthropodium och familjen sparrisväxter. Inga underarter finns listade i Catalogue of Life.